# Plionarctos harroldorum
Plionarctos harroldorum es una especie extinta de oso de cara corta, perteneciente a la familia de mamíferos placentarios Ursidae. Habitó desde el final del Mioceno hasta principios del Plioceno de América del Norte. Junto a Plionarctos edensis conforma el género Plionarctos.

## Distribución
Habitó desde el Hemphillienses medio (Mioceno) hasta principios del Blancanense (Plioceno) de América del Norte.

### Localidades
- Taunton site, Adams County, Washington

## Descripción original
La especie fue descrita originalmente por Tedford y Martin en el año 2001.

## Características
Era un oso de pequeño tamaño. El peso de los machos era de alrededor de 181 kg, mientras que el de las hembras era de sólo 60 kg. 